# Université normale du Guangxi
L'université de pédagogie du Guangxi ou Université normale du Guangxi (chinois simplifié : 广西师范大学 ; chinois traditionnel : 廣西師範大學 ; pinyin : guǎngxī shīfàn dàxué ; anglais : Guangxi Normal University ; zhuang : Gvangjsih Swhfan Dayoz), abrégée en Guangxishida (广西师大, Guǎngxī shīdà) est une université publique située à Guilin (République populaire de Chine), créée en 1932. Anciennement connu sous le Collège normale du Guangxi, a changé son nom à Université normale du Guangxi en 1983.

## Personnalité liée a l'université
- Huang Xianfan,  professeur d'histoire  de l'université de 1953 à 1981.